# Mohanad Lasheen
Mohanad Mostafa Ahmed Abdelmonem Lasheen (in arabo مهند مصطفى أحمد عبد المنعم لاشين‎?; 29 maggio 1996) è un calciatore egiziano, centrocampista del Pyramids e della nazionale egiziana.

## Carriera

### Club
Debutta fra i professionisti il 22 dicembre 2016 con la maglia del Pyramids in occasione dell'incontro di Coppa d'Egitto vinto 1-0 contro il Petrojet.

### Nazionale
Dopo aver preso parte con la nazionale egiziana alla Coppa araba FIFA 2021, il 29 dicembre 2021 viene incluso dal CT Carlos Queiroz nella lista definitiva dei 25 convocati per la fase finale della Coppa d'Africa 2021, dove l'Egitto viene sconfitto in finale dal Senegal ai calci di rigore.
Il 30 dicembre 2023 viene incluso dal CT Rui Vitória nella rosa dei 27 convocati per la fase finale della Coppa d'Africa 2023, disputata in Costa d'Avorio. L'Egitto verrà eliminato agli ottavi di finale dalla RD del Congo ai calci di rigore.

## Statistiche

### Presenze e reti nei club
Statistiche aggiornate al 29 gennaio 2023.
| Stagione        | Squadra         | Campionato      | Campionato | Campionato | Coppe nazionali | Coppe nazionali | Coppe nazionali | Coppe continentali | Coppe continentali | Coppe continentali | Altre coppe | Altre coppe | Altre coppe | Totale | Totale | Totale |
| Stagione        | Squadra         | Comp            | Pres       | Reti       | Comp            | Pres            | Reti            | Comp               | Pres               | Reti               | Comp        | Pres        | Reti        | Pres   | Reti   |        |
| --------------- | --------------- | --------------- | ---------- | ---------- | --------------- | --------------- | --------------- | ------------------ | ------------------ | ------------------ | ----------- | ----------- | ----------- | ------ | ------ | ------ |
| 2016-2017       | Pyramids        | SD              | 0          | 0          | CE              | 1               | 0               | -                  | -                  | -                  | -           | -           | -           | 1      | 0      |        |
| 2017-2018       | Pyramids        | PL              | 32         | 4          | CE              | 1               | 0               | -                  | -                  | -                  | -           | -           | -           | 33     | 4      |        |
| 2018-2019       | Pyramids        | PL              | 8          | 0          | CE              | 1               | 0               | -                  | -                  | -                  | -           | -           | -           | 9      | 0      |        |
| Totale Pyramids | Totale Pyramids | Totale Pyramids | 40         | 4          |                 | 3               | 0               |                    | -                  | -                  |             | -           | -           | 43     | 4      |        |
| 2019-2020       | El Gaish        | PL              | 25         | 0          | CE              | 5               | 0               | -                  | -                  | -                  | -           | -           | -           | 30     | 0      |        |
| 2020-2021       | El Gaish        | PL              | 28         | 1          | CE              | 1               | 0               | -                  | -                  | -                  | SE          | 1           | 0           | 30     | 1      |        |
| 2021-2022       | El Gaish        | PL              | 27         | 0          | CE              | 0               | 0               | -                  | -                  | -                  | -           | -           | -           | 27     | 0      |        |
| Totale El Gaish | Totale El Gaish | Totale El Gaish | 80         | 1          |                 | 6               | 0               |                    | -                  | -                  |             | 1           | 0           | 87     | 1      |        |
| 2022-2023       | Future          | PL              | 13         | 1          | CE              | 0               | 0               | CC                 | 4                  | 0                  | -           | -           | -           | 17     | 1      |        |
| Totale carriera | Totale carriera | Totale carriera | 133        | 6          |                 | 9               | 0               |                    | 4                  | 0                  |             | 1           | 0           | 147    | 6      |        |

### Cronologia presenze e reti in nazionale
| Cronologia completa delle presenze e delle reti in nazionale ― Egitto | Cronologia completa delle presenze e delle reti in nazionale ― Egitto | Cronologia completa delle presenze e delle reti in nazionale ― Egitto | Cronologia completa delle presenze e delle reti in nazionale ― Egitto | Cronologia completa delle presenze e delle reti in nazionale ― Egitto | Cronologia completa delle presenze e delle reti in nazionale ― Egitto | Cronologia completa delle presenze e delle reti in nazionale ― Egitto | Cronologia completa delle presenze e delle reti in nazionale ― Egitto |
| Data                                                                  | Città                                                                 | In casa                                                               | Risultato                                                             | Ospiti                                                                | Competizione                                                          | Reti                                                                  | Note                                                                  |
| --------------------------------------------------------------------- | --------------------------------------------------------------------- | --------------------------------------------------------------------- | --------------------------------------------------------------------- | --------------------------------------------------------------------- | --------------------------------------------------------------------- | --------------------------------------------------------------------- | --------------------------------------------------------------------- |
| 30-9-2021                                                             | Alessandria d'Egitto                                                  | Egitto                                                                | 2 – 0                                                                 | Liberia                                                               | Amichevole                                                            | -                                                                     | 77’                                                                   |
| 1-12-2021                                                             | Doha                                                                  | Egitto                                                                | 1 – 0                                                                 | Libano                                                                | Coppa araba FIFA 2021 - 1º turno                                      | -                                                                     | 38’                                                                   |
| 7-12-2021                                                             | Al Wakrah                                                             | Algeria                                                               | 1 – 1                                                                 | Egitto                                                                | Coppa araba FIFA 2021 - 1º turno                                      | -                                                                     | 46’                                                                   |
| 11-12-2021                                                            | Al Wakrah                                                             | Egitto                                                                | 3 – 1 dts                                                             | Giordania                                                             | Coppa araba FIFA 2021 - Quarti di finale                              | -                                                                     | 72’                                                                   |
| 18-12-2021                                                            | Doha                                                                  | Egitto                                                                | 0 – 0 dts (4 – 5 dtr)                                                 | Qatar                                                                 | Coppa araba FIFA 2021 - Finale 3º posto                               | -                                                                     |                                                                       |
| 3-2-2022                                                              | Yaoundé                                                               | Camerun                                                               | 0 – 0 dts (1 – 3 dtr)                                                 | Egitto                                                                | Coppa d'Africa 2021 - Semifinale                                      | -                                                                     | 86’                                                                   |
| 6-2-2022                                                              | Yaoundé                                                               | Senegal                                                               | 0 – 0 dts (4 – 2 dtr)                                                 | Egitto                                                                | Coppa d'Africa 2021 - Finale                                          | -                                                                     | 99’                                                                   |
| 9-6-2022                                                              | Lilongwe                                                              | Etiopia                                                               | 2 – 0                                                                 | Egitto                                                                | Qual. Coppa d'Africa 2023                                             | -                                                                     | 41’ 56’                                                               |
| 14-6-2022                                                             | Seul                                                                  | Corea del Sud                                                         | 4 – 1                                                                 | Egitto                                                                | Amichevole                                                            | -                                                                     |                                                                       |
| 18-6-2023                                                             | Il Cairo                                                              | Egitto                                                                | 3 – 0                                                                 | Sudan del Sud                                                         | Amichevole                                                            | -                                                                     |                                                                       |
| 28-1-2024                                                             | San-Pedro                                                             | Egitto                                                                | 1 – 1 dts (7 - 8 dtr)                                                 | RD del Congo                                                          | Coppa d'Africa 2023 - Ottavi di finale                                | -                                                                     | 112’                                                                  |
| Totale                                                                |                                                                       | Presenze                                                              | 11                                                                    |                                                                       | Reti                                                                  | 0                                                                     |                                                                       |

## Palmarès

### Club

#### Competizioni nazionali
- Seconda Divisione (Egitto): 1

Pyramids: 2016-2017 (Girone A)
- Supercoppa d'Egitto: 1

El Gaish: 2020
- Coppa d'Egitto: 1

Pyramids: 2023-2024

#### Competizioni internazionali
- CAF Champions League: 1

Pyramids: 2024-2025